# 제2회 인디다큐페스티발
제2회 인디다큐페스티발은 2002년 11월 2일에 열린 시상식이다.

## 수상 및 후보

### 해외 신작전
- 벌거숭이들 - 손영곤
- 발 만져주는 여자 - 이도
- 상암동 월드컵 - 박홍열
- 장애도 멸시도 없는 세상에서 - 전경진
- 방송사 비정규직 노동조합 - 태준식
- 평범하기 - 최현정
- 철권 가족 - 김동원
- 선희야 노올자 - 최영진, 이상준, 엄태화
- 그들만의 월드컵 - 최진성
- 폐허, 숨을 쉬다 - 이승준
- 영매-산자와 죽은자의 화해 - 박세호

### 올해의 초점
- 국경 저 편에서 - 샹탈 애커만
- 푸른색 비닐 - 다니엘 B. 골드 외1명
- 전쟁과 평화 - 아난드 팟와르드한
- 낙원을 찾아서 - 마르틴 바에르
- 니키타 명화극장 - 비비안 오스트로프스키
- SOS 테헤란 - 소우 압바디

### 특별 회고전
- B-52 - 하르트무트 비톰스키
- 폭스바겐의 제국 - 하르트무트 비톰스키
- 아우토반 - 하르트무트 비톰스키